# Земя кралица Елизабет
Земя кралица Елизабет (на английски: Queen Elizabeth Land) е територия от Западна Антарктида, простираща се между 35° и 82° з.д., на юг от огромните шелфови ледници Едит Роне и Филхнер. На изток граничи със Земя Котс, а на запад – със Земя Елсуърт.
Земя кралица Елизабет е изцяло покрита с дебела ледена покривка, над която стърчат отделни оголени върхове. Средната надморска височина е около 2000 m, като мощността на ледената покривка е от 1000 до 3000 m. На юг от шелфовия ледник Филхнер между 83° и 85° ю.ш. и 47° и 55° з.д. се издига планината Пенсакола с максимална височина 2150 m.
На 12 ноември 1947 г. американският антарктически изследовател Фин Роне като щурман и пилотът на самолета Джеймс Ласитер изследват шелфовия ледник Роне и далеч на юг откриват земя, която Фин Роне наименува Земя Едит Роне в чест на своята съпруга. На 18 декември 2012 г. кралица Елизабет II прави визита в Министерството на Външните работи на Великобритания (Форин офис) и по случай на нейната 60-а годишнината от възкачването си на престола Земя Едит Роне е преименувана на Земя кралица Елизабет, а названието Едит Роне се запазва за шелфовия ледник, намиращ се северно от нея, който дотогава се нарича само Роне.